# Jannah Sonnenschein
Jannah Sonnenschein (sinh ngày 24 tháng 4 năm 1996) là một vận động viên bơi lội người Mozambique. Cô đã tham gia cuộc thi bướm 100 mét nữ tại Thế vận hội mùa hè 2016.

## Tiểu sử
Sonnenschein được sinh ra ở thị trấn Kerkrade của Hà Lan và chuyển đến sống ngay sau khi cô cùng gia đình đến Mozambique. Họ đã dành phần lớn cuộc sống của họ ở đó. Cô tốt nghiệp Đại học bang New Mexico. Ngay từ nhỏ, Sonnenschein đã được đào tạo với câu lạc bộ bơi Golfinhos de Maputo và đạt được kết quả ban đầu tốt.
Từ năm 2012, Sonnenschein sống ở Eindhoven để đào tạo ở đó với hiệp hội PSV bơi lội PSV. Trong năm 2014, Sonnenschein đã thi đấu tại Đại hội Thể thao Khối thịnh vượng chung 2014 ở Scotland. Năm 2014, Sonnenschein cũng là người đầu tiên được tính thời gian tại Thế vận hội Olympic trẻ mùa hè 2014 ở Nam Kinh, nơi cô là người mang cờ của phái đoàn Mozambica. Cô đã lọt vào trận chung kết 100m bướm với thời gian 1:03:50 phút, đạt kỷ lục quốc gia Mozambique mới. Cô cũng là vận động viên bơi lội Mozambican duy nhất từng tham gia Thế vận hội Trê mùa hè.
Sonnenschein đủ điều kiện tốt cho Thế vận hội Mùa hè 2016 tại Rio de Janeiro và là một phần của đoàn vận động viên sáu thành viên Mozambique. Trong 100m bướm Sonnenschein đã tham gia vòng sơ khảo với thời gian 1: 04,21 phút với vị trí thứ 38 (45).